# Церковь Святого Всеспасителя (Нижний Новгород)
Церковь Святого Всеспасителя (арм. Սուրբ Ամենափրկիչ եկեղեցի; Сурб Аменапркич) — храм Армянской апостольской церкви в Нижнем Новгороде (Россия), построенный в 2014 году.  

## История
В Нижнем Новгороде уже существовала армянская церковь, построенная в 1828 году по проекту архитектора А. Леера, располагавшаяся на территории Нижегородской ярмарки и просуществовавшая почти сто лет до тех пор, пока не была разрушена, как и многие церкви других конфессий, в 30-е годы XX века в период гонений на веру в СССР. 
Отправной точкой строительства новой армянской церкви в Нижнем Новгороде послужило письмо, направленное руководством армянской общины тогдашнему мэру города И.П. Склярову в мае 1996 года с просьбой выделить земельный участок для строительство церкви. Процесс согласования документов растянулся более чем на 10 лет. А достижение разрешения на строительство во многом связано со стараниями председателя армянской общины города Лидией Левоновной Самкович-Погосян.
Новым мэром Н. Новгорода Ю.И. Лебедевым в августе 1999 года был выделен участок под строительство. Первоначально данная территория имела проблемы, так как близко располагалась к планируемого и построенного впоследствии нижегородского метромоста.
После многочисленных писем с беспокойствами по этому вопросу, территория под строительство была сдвинута и в мае 2002 года выделена, площадью 3300 кв. м., на ровной площадке, где в то время располагалась автостоянка.
Проектирование церкви было завершено в 2003 году в Армении с согласованием Эчмиадзина. Проектом курировал Мазманян В.А., который получил письменное благословение Католикоса всех армян Гарегина II.
27 октября 2004 года в Глав УАГ Нижнего Новгорода был направлен рабочий проект, ответ с заключением о согласовании который пришёл 30 января 2006 года. 
Подготовительные работы по закладке фундамента были начаты в декабре 2008 года. А 24 декабря 2008 года главой Российской и Ново-Нахичеванской епархии ААЦ архиепископом Езрасом (Нерсисяном), в присутствии митрополита Нижегородского и Арзамасского Георгия (Данилова), руководства города и представителей областного правительства, были освящены фундамент и 16 закладных камней.
В июне 2010 года шёл процесс облицовки церкви с использованием туфа, доставленным из Армении.
26 октября 2013 года главой Арагацотнской епархия ААЦ епископом Мкртичем Прошяном был осуществлён чин освящения крестов куполов церкви. На территории прошли праздничные мероприятия.
25 мая 2014 года архиепископ Езрас (Нерсисян) провел обряд освящения церкви. Был освящён хачкар российско-армянской дружбе в присутствии митрополита Георгия (Данилова). В цоколе церкви был торжественно открыт культурный центр в присутствии тогдашнего главы администрации Нижнего Новгорода Олега Кондрашова. В этот день состоялись большие праздничные мероприятия. Выступали нижегородский армянский танцевальный ансамбль «Наири», а также приглашенные звезды из Армении. Почти вся территория церкви была наполнена гостями. Был также организован масштабный шведский стол на участке церкви.

## Устройство церкви
Церковь располагается на земельном участке площадью 3300 кв. м. Имеет размеры: 20 м (длина), 14.5 м (ширина), 19 м (высота), площадь — 259 кв. м. Вмещает 200 человек. Во дворе располагаются хачкары.

## Галерея

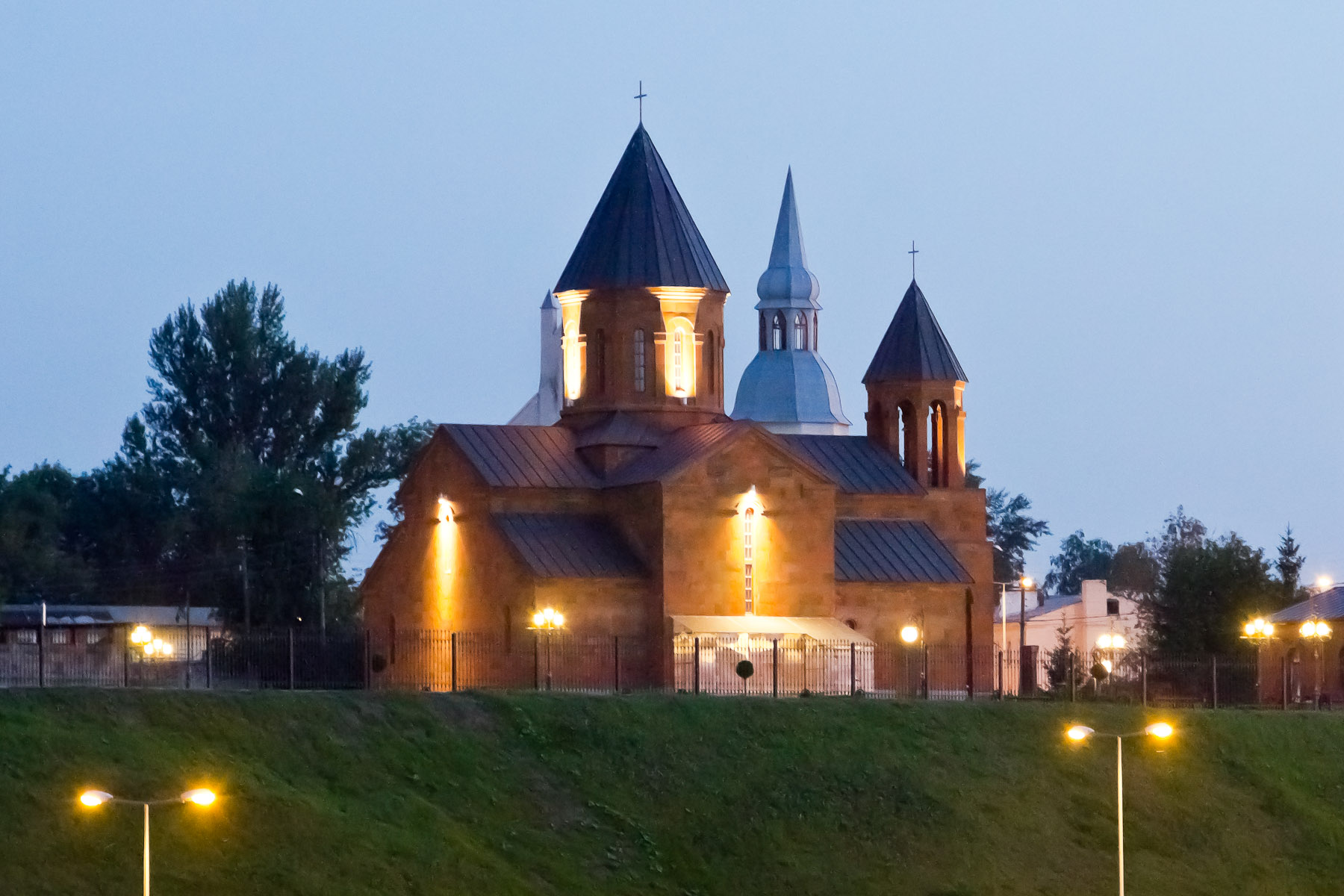
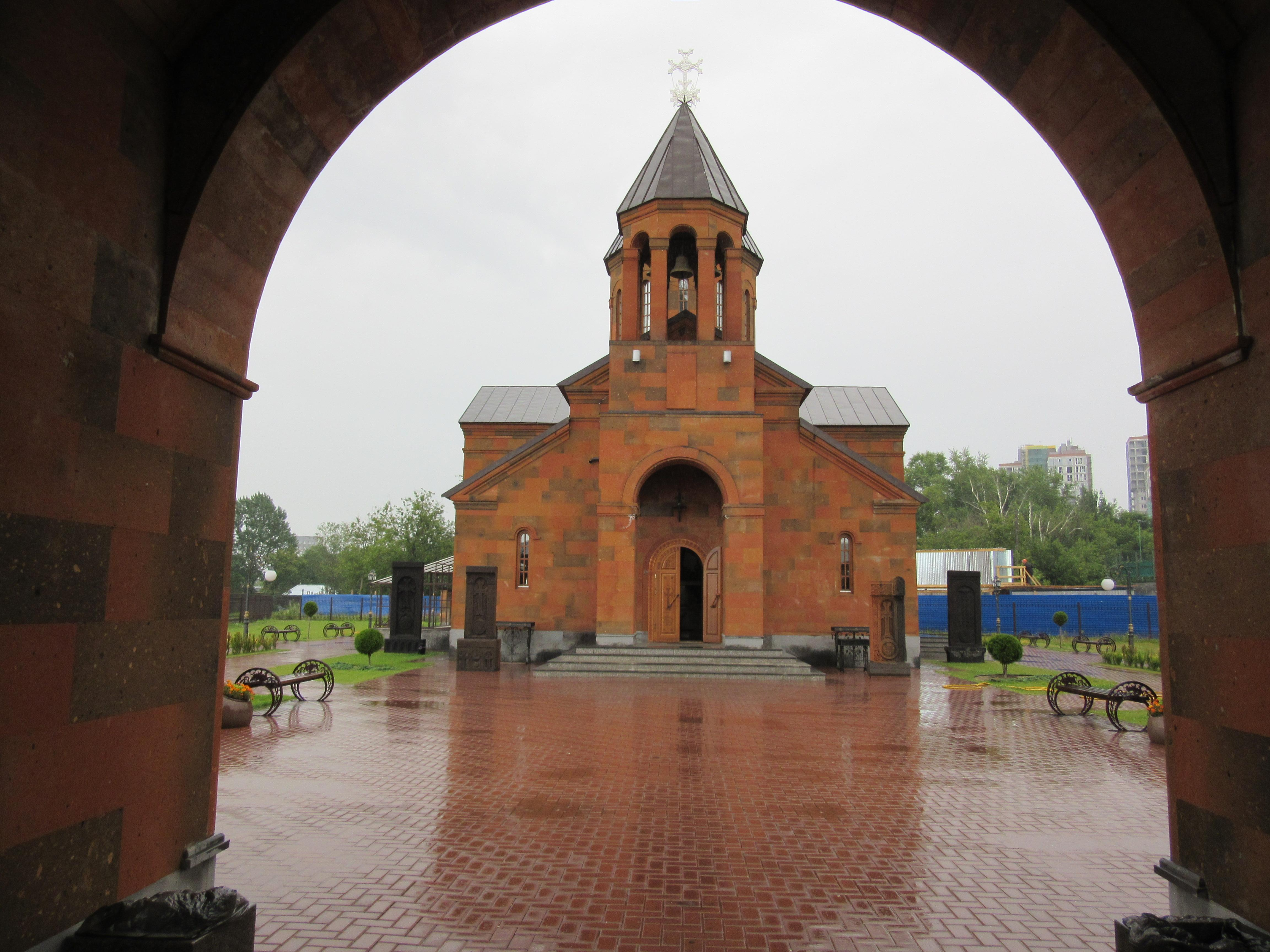
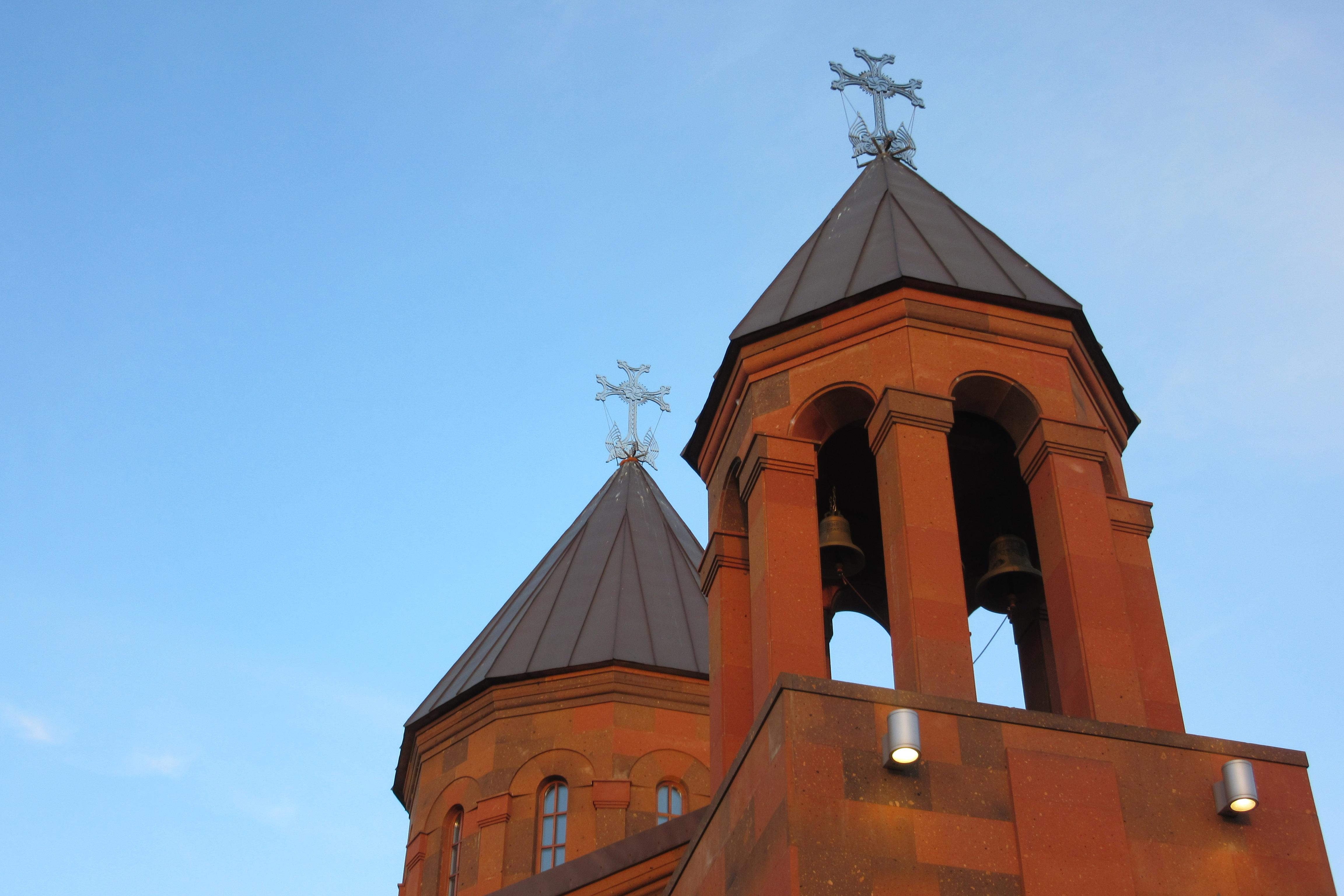
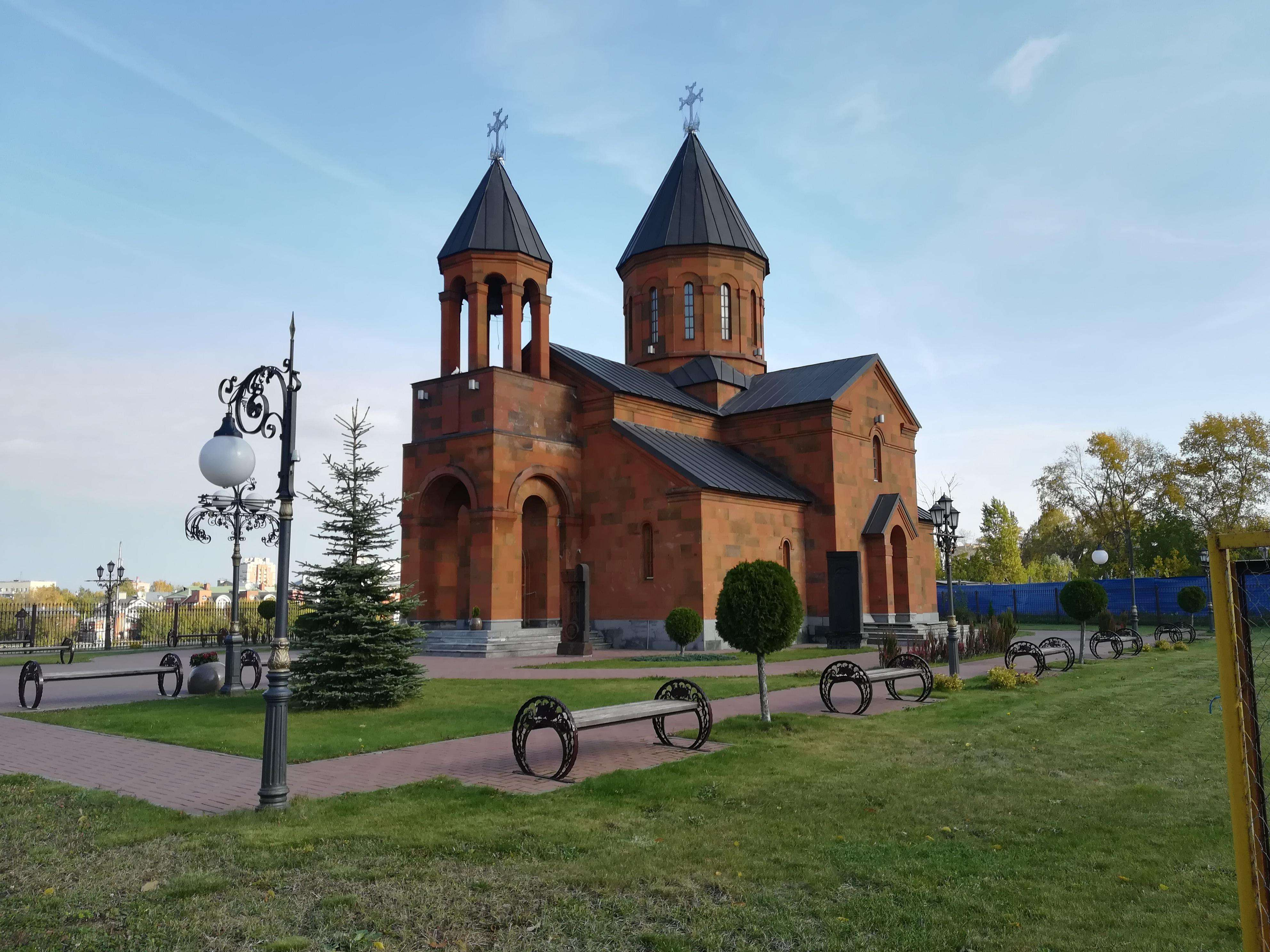
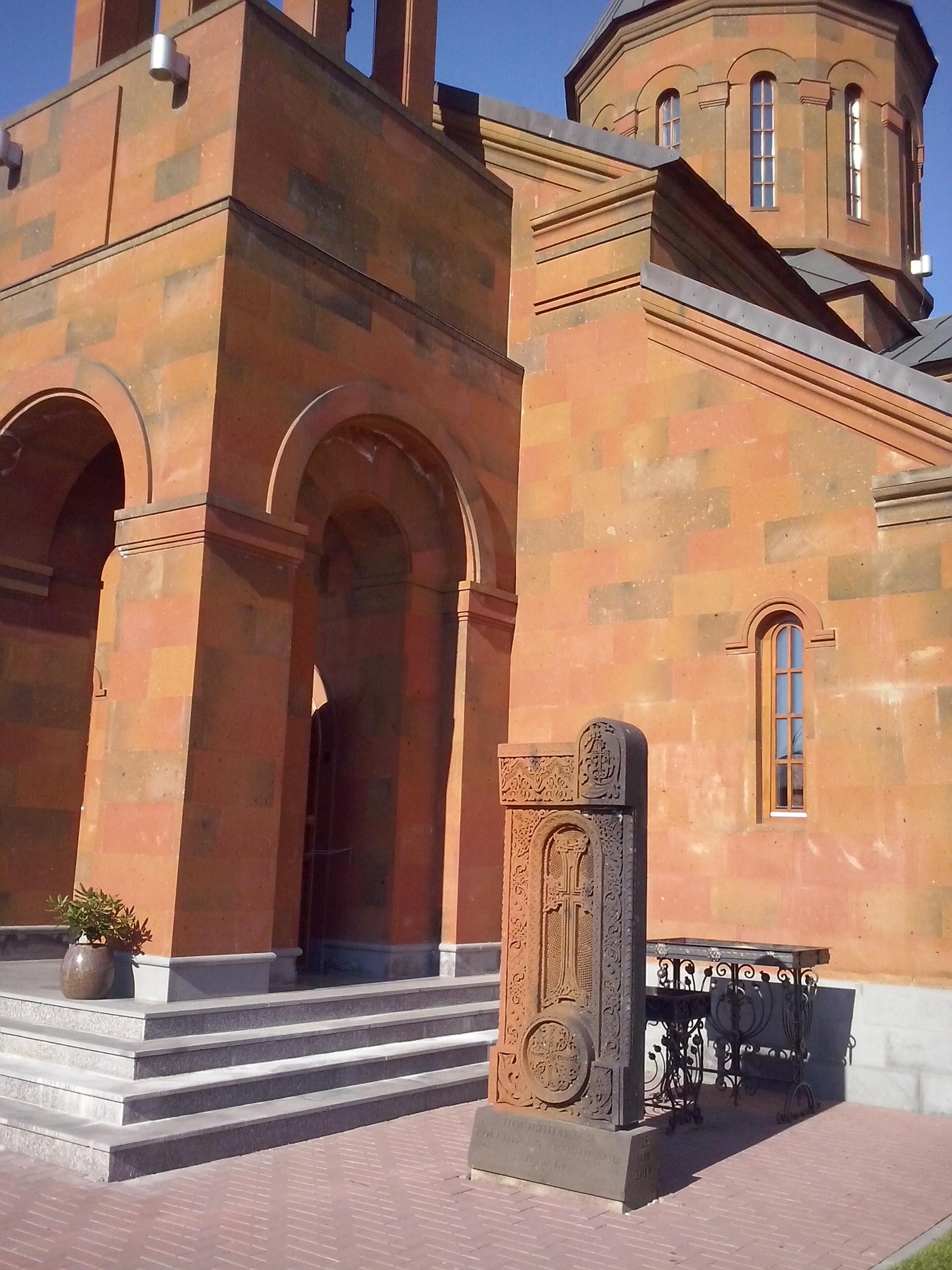
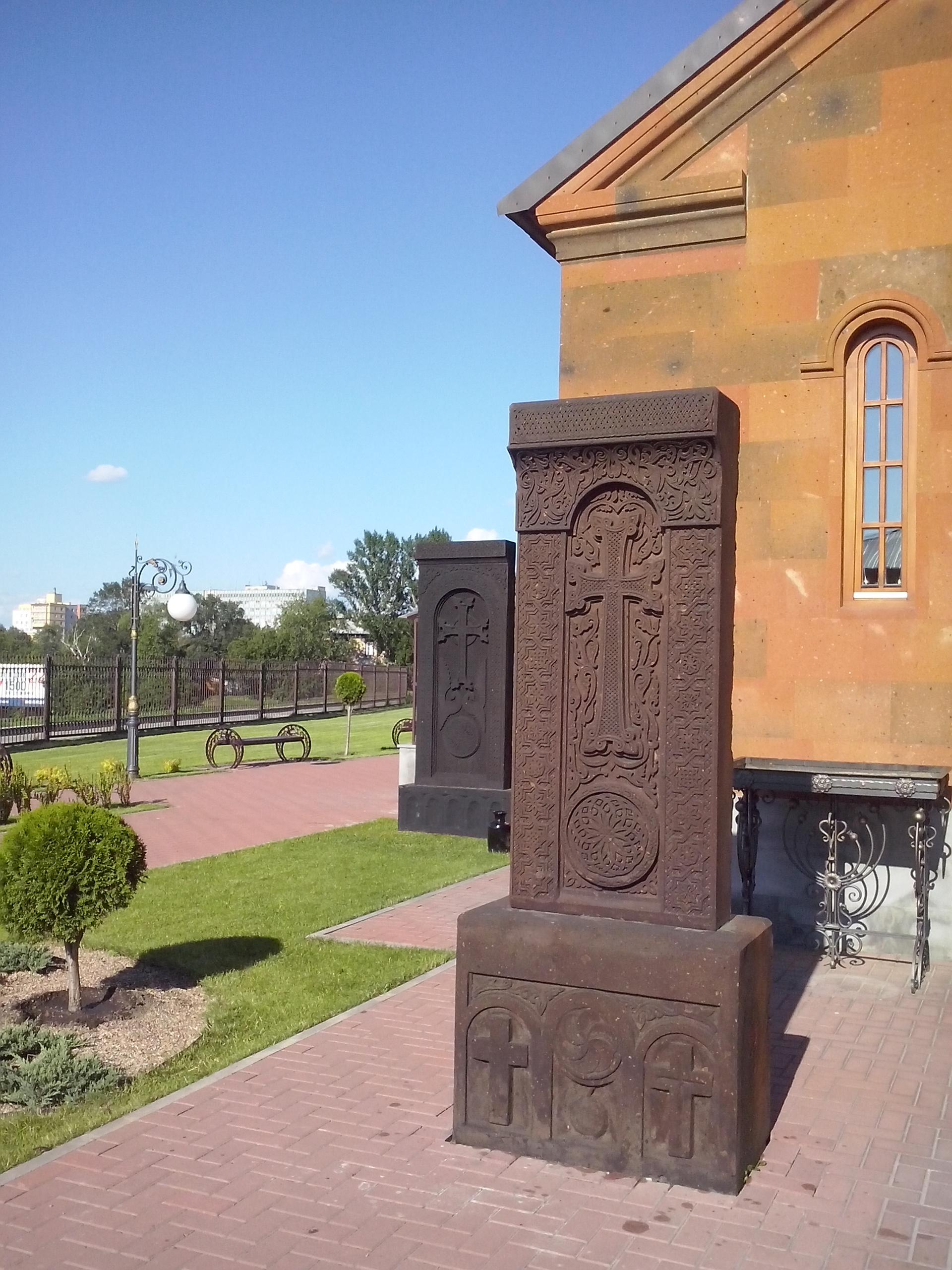
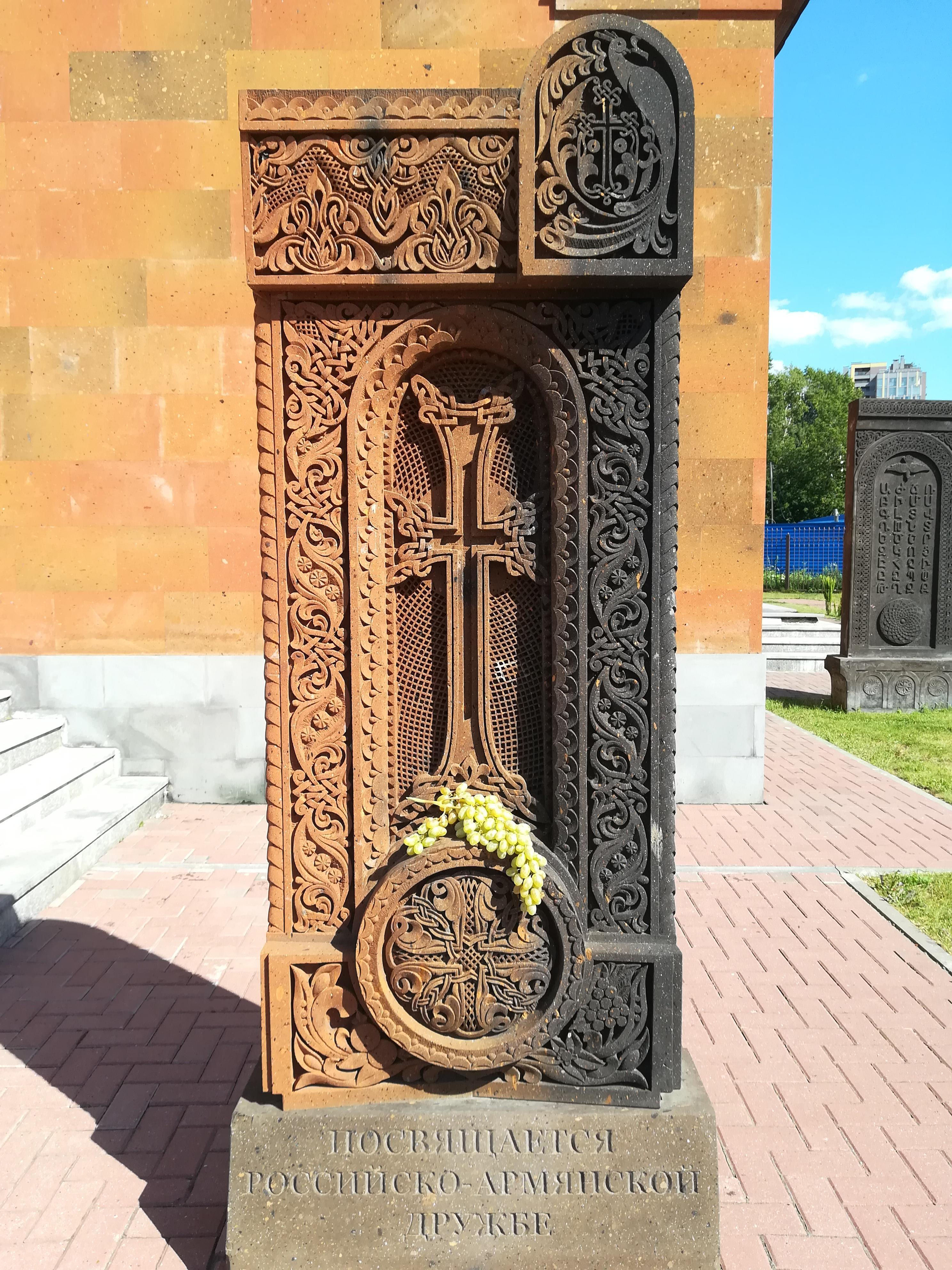
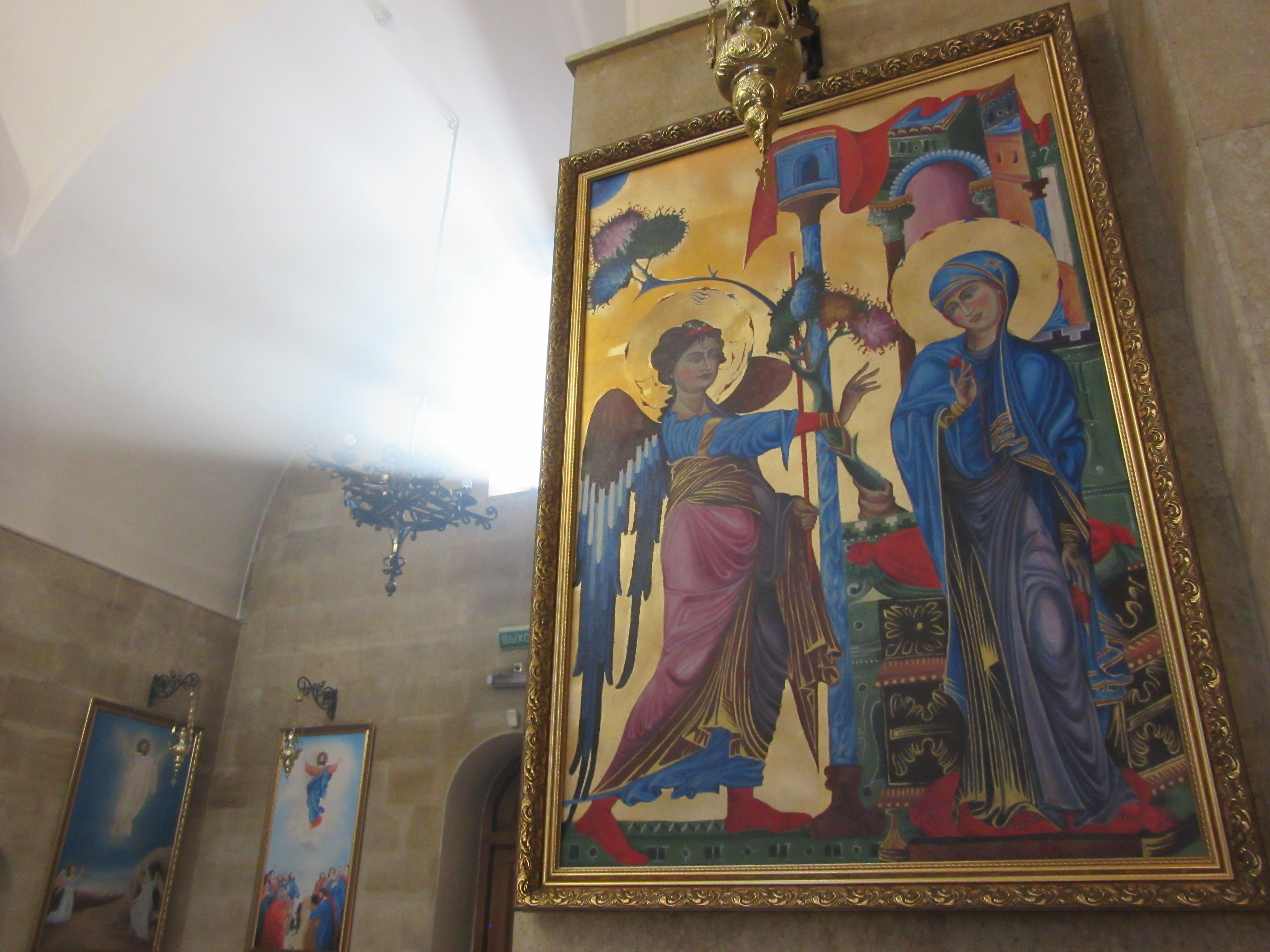
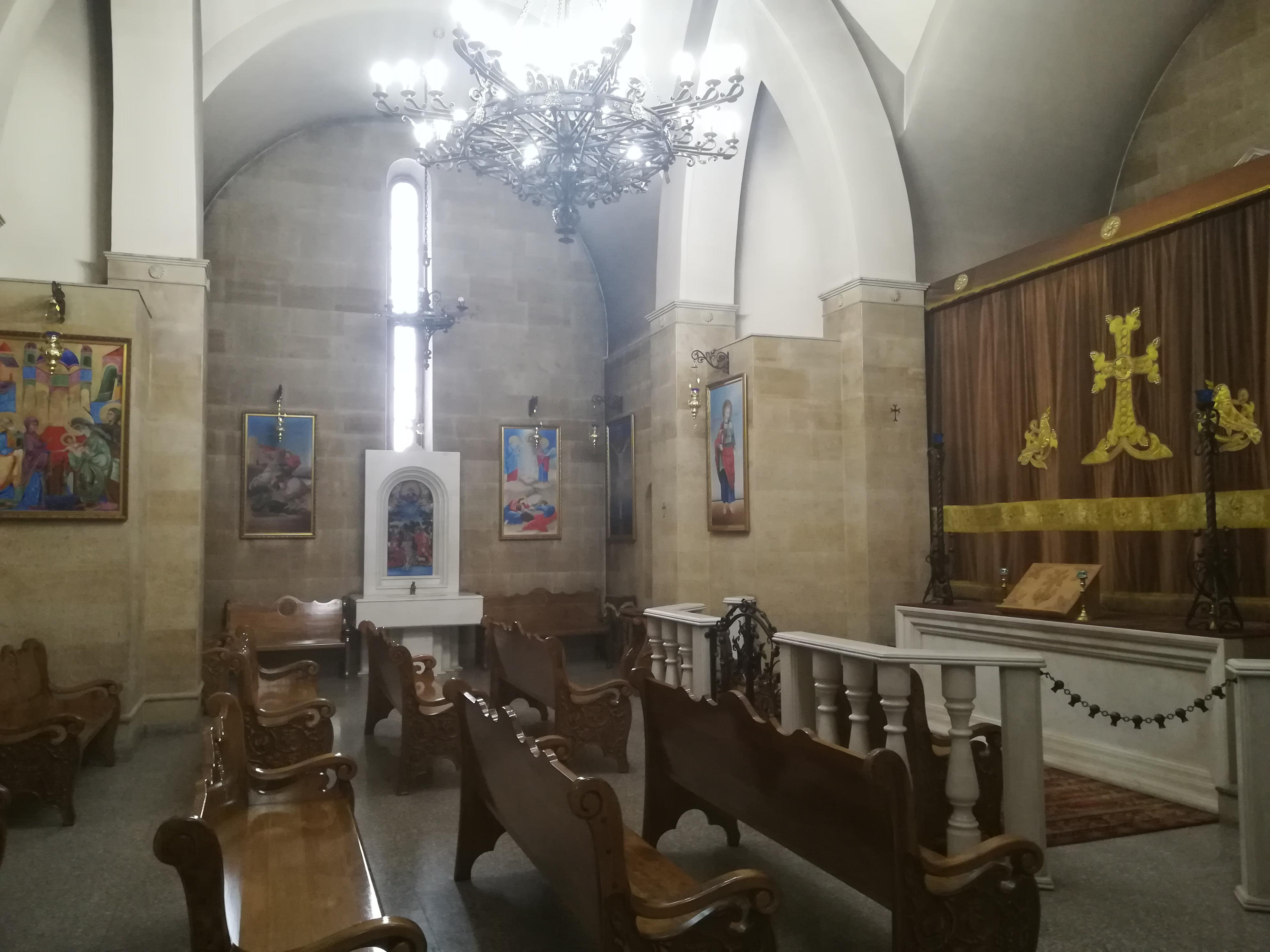
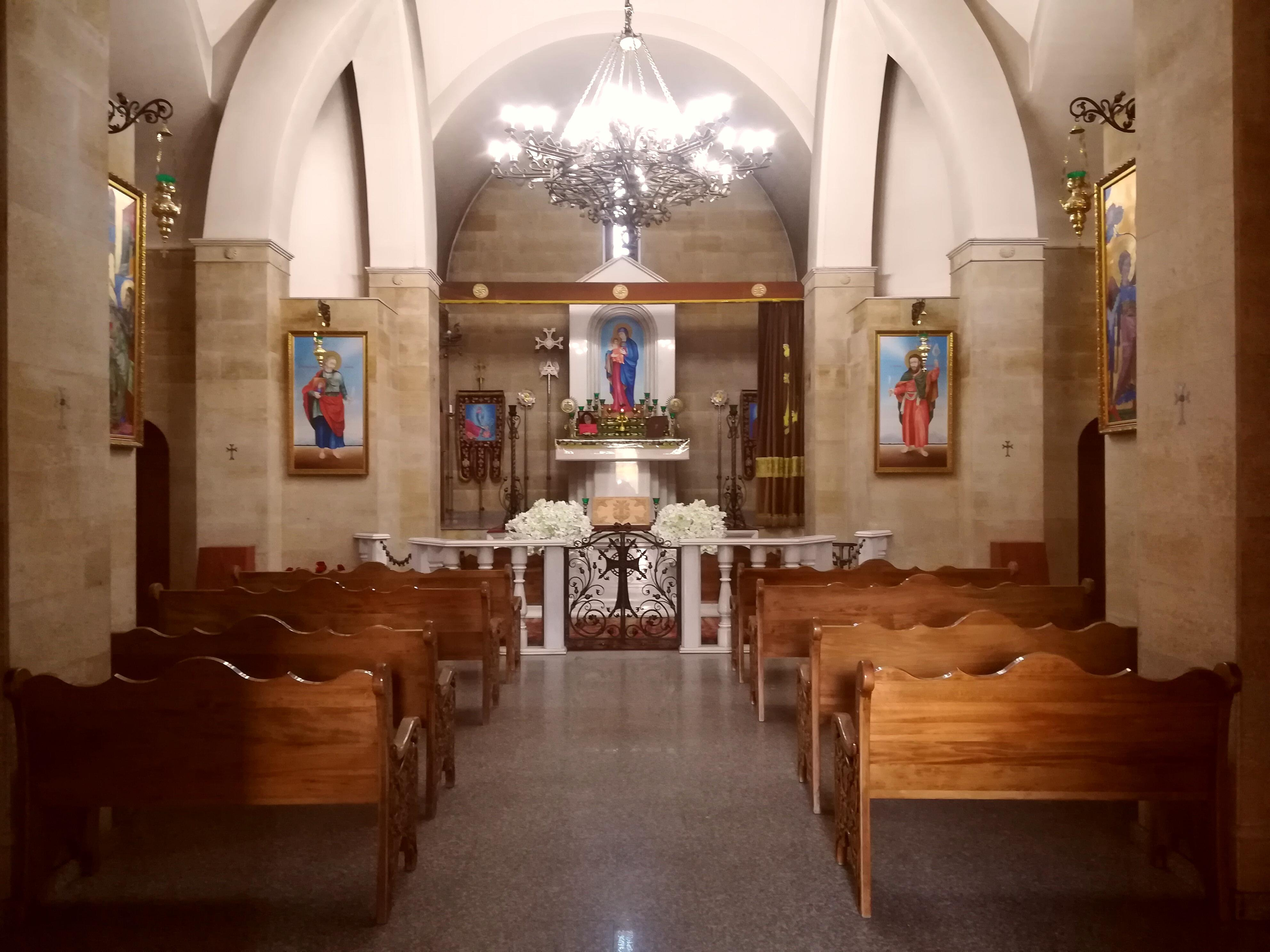